# 川崎設備工業
川崎設備工業株式会社（かわさきせつびこうぎょう、英: KAWASAKI SETSUBI KOGYO CO., LTD.）は、名古屋市中区大須に本社を置く関電工系列の設備工事会社。主にビルや産業施設の空調システム・衛生設備工事などを手がける。名古屋証券取引所メイン市場単独上場銘柄である。

## 事業内容
- 空調 - 除菌・抗菌・脱臭空調システム、氷蓄熱式冷房、地域冷暖房
- 衛生 - 給水・排水設備
- 防災 - 消火設備（スプリンクラー設備・消火栓など）
- 電気 - 動力・照明設備
- 通信 - 自動管理システムなど

## 沿革
- 1951年10月 - 株式会社川崎岐阜製作所の設備部門を分離独立し、川崎設備工業株式会社（本社:岐阜市）を設立
- 1959年4月 - 本社を名古屋市中区に移転
- 1991年4月 - 子会社を3社設立（1998年10月に、カワセツサービス株式会社に統合）
- 1996年1月 - 名古屋証券取引所第二部に上場
- 2002年11月 - 鋼管設備株式会社（現 JFEエンジニアリング / JFE工建の関連会社）より空調衛生工事部門の営業譲渡を受ける。
- 2005年8月 - 本社を名古屋市中区錦二丁目に移転。
- 2008年3月 - 関電工（東電系）が同社に対する株式公開買付け（TOB）を発表。
- 2008年4月 - 川崎重工とJFEスチールが大部分の保有株を関電工に売却。
- 2016年1月 - 本店を名古屋市中区大須一丁目に移転。
- 2016年9月 - カワセツサービス株式会社を清算。

## 主な事業所
支社
- 東部（東京都）
- 中部（名古屋市）
- 西部（大阪市）

支店
- 豊田
- 岐阜
- 東関東（土浦市）
- 神戸
- 中国（広島市）

## 主な施工物件
研究施設
- 種子島宇宙センター射点設備
- ニュートリノ振動実験施設
- アラコ 猿投工場開発センター
- 日本冷凍食品検査協会 新横浜事業所
- 横浜国立大学 総合研究棟・インキュベーション施設

公共施設
- 新中央合同庁舎第2号館（国土交通省 官庁営繕部）
- 佐世保合同庁舎（国土交通省 九州地方整備局）
- 岩国医療センター
- 信州大学医学部附属病院病棟
- 名古屋空港 新国際線旅客ターミナルビル

商業施設
- オアシス21
- ラグーナ蒲郡 フェスティバルマーケット

文化施設
- 兵庫県立美術館
- まつもと市民芸術館